# Parammobatodes rozeni
Parammobatodes rozeni är en biart som beskrevs av Schwarz 2003. Parammobatodes rozeni ingår i släktet Parammobatodes och familjen långtungebin. Inga underarter finns listade i Catalogue of Life.